# Hemerobius gilvus
Hemerobius gilvus là một loài côn trùng trong họ Hemerobiidae thuộc bộ Neuroptera. Loài này được Stein miêu tả năm 1863.